# ケー・イー・アウレル
カール・エマニュエル・アウレル（Karl Emanuel Aurell、1869年10月11日 - 1956年10月18日）はスウェーデン系アメリカ人の宣教師、駐日米国聖書協会代表。

## 生涯
- 1869年10月11日、スウェーデン人の両親の許に米国イリノイ州ヘンダーソン郡_のビックスビル(英語版)に生まれた。少年時代に両親はカンザス州に引越し、そこで成長し教育も受けた。18歳で「新生」を体験し、その直後にコロラド州とカンザス州のスウェーデン人のリバイバル運動の伝道に加わった。聖書を学ぶ間に外国伝道のための準備を始めた。
- 1891年11月23日、按手を受けて北米スカンヂナビアン・アライアンス・ミッション（日本同盟基督協会）の宣教師として来日した。
- 1893年に後から来日した同ミッションのハンナ・アントニエット・クリステンセン（Hannah Antoinette Christensen　1870年4月14日-1941年2月1日）と結婚した。
- 1903年にミッションを退団し、米国聖書協会（ABS）のフィールド・セクレタリーをしながらクリスチャン・ミッショナリー・アライアンスや東洋宣教会に属した。
- 1927年に米国聖書協会の主幹となった。震災後の聖書協会の復興に努め、銀座の聖書館の建築に貢献した。ABS（米国聖書協会）とBFBS（英国聖書協会）とNBSS（スコットランド聖書協会）の合同を図り、日本聖書協会設立の基礎を築いた。
- 1938年に引退し、1939年4月に米国に帰国。
- 1956年10月18日　召天。

夫人のクリステンセンは北米スカンヂナビアン・アライアンス・ミッション第二次来日グループのメンバ。ノルウェーのRisor
Aust-Agder fylke出身。

## 著書
- 『聖書 和訳の歴史と聖書協会』 1926年